# Осетно (Нижньосілезьке воєводство)
Осетно (пол. Osetno) — село в Польщі, у гміні Ґура Ґуровського повіту Нижньосілезького воєводства.
Населення — 315 осіб (2011).
У 1975—1998 роках село належало до Лешненського воєводства.

## Демографія
Демографічна структура станом на 31 березня 2011 року:
|          | Загалом | Допрацездатний вік | Працездатний вік | Постпрацездатний вік |
| -------- | ------- | ------------------ | ---------------- | -------------------- |
| Чоловіки | 156     | 43                 | 104              | 9                    |
| Жінки    | 159     | 32                 | 94               | 33                   |
| Разом    | 315     | 75                 | 198              | 42                   |